# Hydrelia luteosignata
Hydrelia luteosignata là một loài bướm đêm trong họ Geometridae.